# Etiqueta ecológica

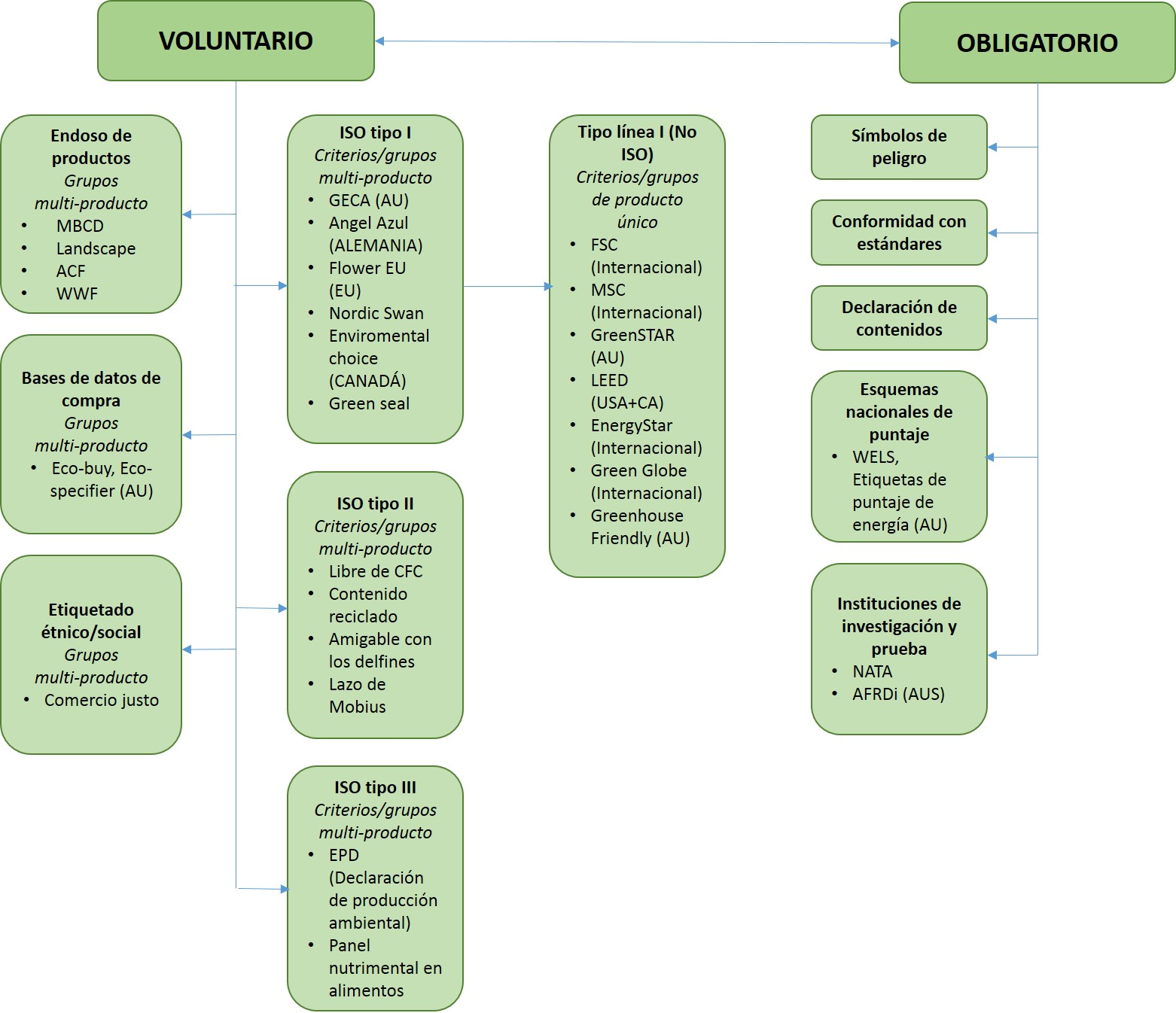
Revisión de los diferentes tipos de eco etiquetas usadas para indicar credibilidad al consumidor.

Las etiquetas ecológicas o ecoetiquetas son una forma de etiquetado que hace referencia al desempeño ambiental de un producto y que habitualmente se representa mediante símbolos. El principal objetivo de estas herramientas es asegurar una comunicación ambiental veraz y fiable, evitando el greenwashing (es decir evitando sesgos o engaños en la información ambiental facilitada por las organizaciones). Se busca favorecer aquellos productos que producen un menor impacto sobre el medio ambiente, considerado con un enfoque de ciclo de vida.
Los orígenes de las ecoetiquetas se pueden encontrar en la creciente conciencia global de proteger el medio ambiente por parte de los gobiernos, las empresas y el público en general. Inicialmente y sobre todo en los países desarrollados, algunas empresas reconocieron que esa conciencia global podía generar una ventaja competitiva para ciertos productos. Entonces se incluían etiquetas con expresiones tales como “reciclable”, “baja energía” y “contenido reciclado”.
En la década de 1990, la Unión Europea estableció un primer sistema unificado "Ecolabel" o Etiqueta Ecológica Europea, con el propósito de evitar competencia desleal con declaraciones engañosas o no comparables referidas a atributos parciales. Es un sistema voluntario que muchas corporaciones y marcas han preferido obviar en favor de referencias propias y autocertificaciones que llevan a situaciones de greenwashing. En respuesta a esta práctica en 2024 se aprueba la "Directiva (UE) 2024/825 del Parlamento Europeo y del Consejo, de 28 de febrero de 2024, por la que se modifican las Directivas 2005/29/CE y 2011/83/UE en lo que respecta al empoderamiento de los consumidores para la transición ecológica mediante una mejor protección contra las prácticas desleales y mediante una mejor información".
Las etiquetas y declaraciones permiten a los consumidores elegir productos sobre la base de su desempeño ambiental, como forma de reducir los impactos ambientales a través de sus hábitos de consumo. Con el fin de garantizar una comunicación fiable entre la sociedad y las empresas en materia de consumo respetuoso con el medio ambiente, se definieron tres tipos de etiquetas o declaraciones mediante Normas Internacionales ISO.

## Tipos de etiquetas ecológicas

### Ecoetiquetas (Tipo I)
Las etiquetas tipo I (también conocidas como ecoetiquetas) son sistemas voluntarios de calificación ambiental que identifican y certifican que ciertos productos o servicios tienen una menor afección sobre el medio ambiente. La norma aplicable para este tipo de etiquetas es la ISO 14024.
Básicamente, una ecoetiqueta es una etiqueta que identifica las preferencias globales de un producto dentro de una categoría de producto basada en sus impactos ambientales potenciales en su ciclo de vida. De esta manera se reconocen las principales características medioambientales del producto de manera más sencilla que la cuantificación medioambiental de datos. Por su sencillez suelen dirigirse a la comunicación "negocio a consumidor" (B2C).
Las ecoetiquetas son otorgadas por una tercera parte imparcial, que ejerce como entidad certificadora. Los productos ecoetiquetados satisfacen importantes criterios medioambientales.

### Afirmaciones ambientales autodeclaradas  (Tipo II)
Se trata de afirmaciones ambientales que realiza el fabricante con o sin verificación por tercera parte independiente, y proporcionan información sobre aspectos ambientales de los productos como, por ejemplo, si son reciclables. La Norma aplicable para este tipo de etiquetas es la ISO 14021. Se conocían hasta la versión de 2017 de esta norma como autodeclaraciones medioambientales, pero se promovió su cambio para evitar confusiones con las Declaraciones ambientales de producto.
Toman la forma de textos, símbolos o gráficos y exigen la responsabilidad de cumplimiento del contenido de la información, tales como etiquetas en el producto en el envase, literatura del producto, boletines técnicos, avisos, publicidad, ‘’telemarketing’’, medios digitales o electrónicos e Internet. 
Los requisitos principales que deben de cumplir este tipo de símbolos son que deben ser simples, deben distinguirse fácilmente de otros símbolos y no deben utilizarse símbolos de objetos naturales, a no ser que exista una relación directa y verificable entre el objeto y la ventaja declarada. 
Existen muchas empresas y asociaciones que utilizan motivos relacionados con la naturaleza, la protección del medio ambiente, etc., sin embargo, en muchos casos esta información no es del todo cierta, o bien, no queda suficientemente clara a qué parte o partes del proceso de fabricación, o de la materia prima, o de la distribución son las que son rigurosas con el medio ambiente. Por ello, aunque este tipo de declaraciones no requieren una verificación o certificación de una tercera parte independiente, es recomendable para aumentar la credibilidad de la declaración.

### Declaraciones ambientales de producto (Tipo III)
Una Declaración ambiental de producto (DAP) es una etiqueta tipo III, que se define como una comunicación verificable, relativa a un producto o servicio, de datos medioambientales cuantificados respecto a unas categorías de impacto prefijadas, definidas en la Norma Internacional ISO 14025 y en las Reglas de categoría de producto (RCP) pertinentes, junto con información ambiental adicional cuantitativa o cualitativa. 
En este caso es necesario realizar un Análisis de ciclo de vida basado en la serie de normas ISO 14040. Ello no excluye información medioambiental adicional que pueda ser obligatoria en un determinado programa, por ejemplo el contenido en sustancias peligrosas.
La verificación de estas Declaración se realiza por Administradores de Programa, definido como Organismo que gestiona un Programa de Declaraciones ambientales. Este Administrador tiene la obligación de publicar una Reglas Generales (General Instructions) que incluyan elementos como criterios para la verificación, calificación de los verificadores, gestión de las RCP dentro del Programa, etc.
Debido a la complejidad de este tipo de documentos, normalmente se utilizan para la comunicación entre profesionales, es decir "Negocio a Negocio" (B2B). En el caso de comunicación al cliente final (B2C) la Norma ISO 14025 establece la obligatoriedad de verificar la Declaración con un Administrador de Programa.
En Europa, la Asociación ECO Platform agrupa los principales Administradores de Programa para el sector de construcción. En España, el principal Programa es GlobalEPD de AENOR.

## Ejemplos
Algunas de las etiquetas ecológicas tipo I y tipo III más importantes dentro del ámbito español y comunitario son:
- La Etiqueta Ecológica de la Unión Europea
- La Marca AENOR Medio Ambiente
- Los distintivos ambientales de la Dirección General de Tráfico
- El "Ángel Azul" alemán
- El "Cisne Nórdico" noruego
- El Distintivo de Garantía de Calidad Ambiental de la Generalidad de Cataluña
- El Programa GlobalEPD[5] de AENOR para verificación de Declaraciones ambientales de producto (DAP)